# Portland Buckaroos (1960–1976)
Die Portland Buckaroos waren ein US-amerikanisches Eishockeyfranchise der Western Hockey League aus Portland, Oregon.  

## Geschichte
Die New Westminster Royals aus der Western Hockey League stellten 1959 den Spielbetrieb ein. Anschließend wurde das Franchise nach einjähriger Inaktivität zur Saison 1960/61 nach Portland, Oregon, umgesiedelt, und in Portland Buckaroos umbenannt. Den Namen wählte man in Anlehnung an ein gleichnamiges Team, das zwischen 1928 und 1941 am Spielbetrieb der Pacific Coast Hockey League teilnahm. In der WHL spielten die Buckaroos bis zur Auflösung der Liga 1974. In den Jahren 1961, 1965 und 1971 gewannen sie jeweils den Lester Patrick Cup, den Meistertitel der WHL. 
Die Saison 1974/75 verbrachten die Portland Buckaroos in der Amateurliga Western International Hockey League. Die Saison 1975/76 verbrachten sie ebenfalls im Amateurbereich in der Northwest Hockey League, wobei die Saison allerdings nicht einmal zu Ende gespielt wurde. Anschließend stellten die Portland Buckaroos den Spielbetrieb ein. Die Lücke in der Stadt wurde zur Saison 1976/77 von den Portland Winterhawks gefüllt, die seither in der Top-Juniorenliga Western Hockey League spielen.